# Фінал кубка Італії з футболу 1979
Фінал Кубка Італії з футболу 1979 — фінальний матч розіграшу Кубка Італії сезону 1978—1979, в якому зустрічались «Ювентус» і «Палермо», який на момент проведення турніру виступав у Сері] B. Матч відбувся 20 червня 1979 року на «Сан-Паоло» в Неаполі.

## Шлях до фіналу
| Ювентус        | Ювентус                  | Раунд                            | Палермо  | Палермо                           |
| -------------- | ------------------------ | -------------------------------- | -------- | --------------------------------- |
| Суперник       | Результат                | Кубок Італії з футболу 1978—1979 | Суперник | Результат                         |
| Таранто        | 2–0 вдома                | Груповий раунд                   | Верона   | 1–1 вдома                         |
| Фіорентіна     | 0–0 на виїзді            | Груповий раунд                   | Чезена   | 2–1 на виїзді                     |
| Монца          | 1–0 на виїзді            | Груповий раунд                   | Торіно   | 3–1 на виїзді                     |
| Ночеріна       | 3–1 вдома                | Груповий раунд                   | Брешія   | 2–1 вдома                         |
| Інтернаціонале | 3–1 вдома, 0-1 на виїзді | 1/4 фіналу                       | Лаціо    | 0–0 вдома, 0-0 пен. 5:4 на виїзді |
| Катандзаро     | 1–1 на виїзді, 4–2 вдома | 1/2 фіналу                       | Наполі   | 0–0 вдома, 2-1 на виїзді          |

## Фінал
| 20 червня 1979 |

| «Ювентус»            | 2:1 дч | «Палермо»  |
| -------------------- | ------ | ---------- |
| Бріо 83' Каузіо 117' |        | Кіменті 1' |

| «Сан-Паоло», Неаполь Глядачів: 40 000 Арбітр: Енцо Барбареско |

|                     |  |                     |  |     |
|                     |  |                     |  |     |
| В                   |  | Діно Дзофф          |  |     |
| З                   |  | Клаудіо Джентіле    |  |     |
| З                   |  | Антоніо Кабріні     |  |     |
| З                   |  | Франческо Моріні    |  | 49' |
| З                   |  | Гаетано Ширеа       |  |     |
| ПЗ                  |  | Джузеппе Фуріно (к) |  |     |
| ПЗ                  |  | Марко Тарделлі      |  |     |
| ПЗ                  |  | Ромео Бенетті       |  |     |
| Н                   |  | Франко Каузіо       |  |     |
| Н                   |  | П'єтро Паоло Вірдіс |  | 49' |
| Н                   |  | Роберто Беттега     |  |     |
| Запасні:            |  |                     |  |     |
| З                   |  | Сержіо Бріо         |  | 49' |
| Н                   |  | Роберто Бонінсенья  |  | 49' |
| Головний тренер:    |  |                     |  |     |
| Джованні Трапаттоні |  |                     |  |     |

|                    |  |                        |  |     |
|                    |  |                        |  |     |
| В                  |  | Лоренцо Фрізон         |  |     |
| З                  |  | Філіппо Чіттеріо       |  |     |
| З                  |  | Мауро Ді Чіччо         |  |     |
| З                  |  | Фаусто Зіліпо (к)      |  |     |
| ПЗ                 |  | Франческо Бріньяні     |  |     |
| ПЗ                 |  | Джованні Грегоріо      |  |     |
| ПЗ                 |  | Річчардо Марітоцці     |  |     |
| ПЗ                 |  | Паскуліано Борселіньйо |  | 76' |
| ПЗ                 |  | Гвідо Магеріні         |  |     |
| Н                  |  | Віто Кіменті           |  | 46' |
| Н                  |  | Андреа Конте           |  |     |
| Запасні:           |  |                        |  |     |
| ПЗ                 |  | Карло Озельяме         |  | 46' |
| ПЗ                 |  | Ігнасіо Арчолео        |  | 76' |
| Головний тренер:   |  |                        |  |     |
| Фернандо Венеранда |  |                        |  |     |